# Florea Costea
Florea Costea (* 5. Juni 1937 in Troianul, Kreis Teleorman; † 31. Januar 2019 in Brașov) war ein rumänischer Archäologe und Althistoriker. Er war auf die Kultur der Daker spezialisiert.

## Jugend
Florea Costea besuchte die Schule seiner Heimatstadt bis zur 7. Klasse. Anschließend wechselte er auf das Lyzeum „Fraţii Anastasescu“ („Anastasescu-Brüder“) in Roșiorii de Vede, das er 1955 mit dem Abitur abschloss. 1956 schrieb er sich an der „Victor Babeș Universität“ (der heutigen Babeș-Bolyai-Universität) in Cluj-Napoca mit den Fächer Geschichte und Philosophie ein. Sein Studium war jedoch geprägt von den politischen Umständen dieser Zeit. Costea wurde wegen der Teilnahme an einer Studentendemonstration zwischen 1959 und 1960 von der Universität ausgeschlossen und zur Zwangsarbeit in einer Fabrik verpflichtet. Er durfte aber danach sein Studium fortsetzen und erhielt 1962 das Lizentiat durch eine Arbeit über die dakische Zivilisation im Südosten Siebenbürgens.

## Wirken
1962 begann er eine Tätigkeit am Muzeul Regional Brașov (Regionalmuseum Brașov), dem heutigen Muzeul Județean de Istorie Brașov. 1979 wurde er an der Babeș-Bolyai-Universität Cluj mit der Arbeit Cultura materială a dacilor din Bazinul Oltului transilvan (Materialkultur der Daker aus dem Siebenbürgischen Olt-Becken) promoviert. In seiner fast vierzigjährigen Tätigkeit in dem Museum von Brașov arbeitete er als Museumsführer, Kustos, Oberkustos, Abteilungsleiter und Direktor. Auch nach seiner Pensionierung 2001 blieb er dem Hause verbunden. Zwischen 2001 und 2009 war er noch mit Zeitverträgen und von 2009 bis 2013 auf ehrenamtlicher Basis tätig.
Während seiner Schaffensperiode war Florea Costea für die archäologische Forschung im Landkreis verantwortlich. Er führte Ausgrabungen in Brașov auf dem Dealul Melcilor (Bronzezeit), Pietrele lui Solomon (dakische Festung), Valea Cetății (Eisenzeit), Comăna (dakische Siedlung), Crizbav (dakische Festung), Făgăraș (Bronze- und Eisenzeit), Feldioara (Brașov) (Römerzeit), Tipia Ormenișului (Dakische Festung), Rupea (dakische Festung unter mittelalterlicher Burg) und an zahlreichen anderen Orten durch. Dabei scheute er sich nicht, auch Objekte in Angriff zu nehmen, die nicht seiner Spezialisierung entsprachen. Besonders kontinuierlich waren seine Untersuchungen in Augustin–Ormeniș, wo sich gleich mehrere dakische Festungen, auch bekannt als Festungen von Racoș, befinden und wo er zusammen mit dem Archäologen und Hochschullehrer Ioan Glodariu von der Universität Cluj 35 Jahre lang forschte.
Costea verfasste mehrere Monografien, darunter ein zweibändiges archäologisches Kompendium des Kreises Brașov, sowie über 300 Artikel in Fachzeitschriften. Er war Gründungsmitglied oder Mitarbeiter verschiedener Institute sowie einiger archäologischer Forschungsgesellschaften im In- und Ausland.
Im Jahr 2004 verlieh ihm der rumänische Präsident den Ordinul Meritul Cultural (Orden für kulturelle Verdienste). Anlässlich seines 80. Geburtstags 2017 erschien eine Festschrift zur Würdigung seines Lebenswerks.
Florea Costea, der einmal gesagt hatte, dass der einzige Kampf, den er führe, der mit der Zeit und sich selbst sei, beides würde zu schnell vergehen und nur eins von beiden würde wiederkehren, verstarb im Alter von 81 Jahren.

## Monographien (Auswahl)
- mit Ioan Glodariu: Comana de Jos. Aşezările de epocă dacică şi prefeudală (= Contributii la istoria Tarii Fagarasului. Band 1), Muzeul Cetatii Fagaras, Fagaras 1980.
- Repertoriului Arheologic al Judeţului Braşov. Vol. I. Tipocart Brasovia, Brașov 1995.
- Repertoriului Arheologic al Judeţului Braşov. Vol. II. Tipocart Brasovia, Brașov 1996.
- Civilizaţie şi continuitate românească în Ţara Bâ Din cele mai vechi timpuri până spre amurgul Evului Mediu timpuriu. Ed. Orientul Latin, Brașov 1999.
- Dacii din sud-estul Transilvaniei înaintea şi în timpul stăpânirii romane. Contribuţii la etnogeneza şi continuitatea românilor. Editura C2Design, Braşov 2002.
- Repertoriului Arheologic al Judeţului Braşov. 2. Auflage. Editura C2Design, Braşov 2004.
- Augustin-Tipia Ormenişului, judeţul Braş (= Monografie arheologică. Band 1), Editura C2Design, Braşov 2006.
- Centrul religios pandacic de la Augustin, judeţul Braşov/The Pandacian Center at Augustin Zweisprachige Ausgabe. Editura Universității „Transilvania“, Brașov 2007.